# Paul Morin (homme politique)
Pour les articles homonymes, voir Paul Morin et Morin.
Paul-François Morin (12 septembre 1818, Romorantin - 23 janvier 1879, Nanterre), est un homme politique français.

## Biographie
Ancien préparateur de chimie au Conservatoire national des arts et métiers, se lia d'amitié avec Sainte-Claire Deville, et créa, sur les conseils de ce savant, une importante usine à Nanterre (dénommée : Paul Morin et Cie) pour la fabrication industrielle du bronze d'aluminium. 
Au début, il a fabriqué des objets d'art avec ce matériau très cher et précieux.
En 1848, il fut commissaire de la République à Nanterre, ne se rallia pas au second Empire, et, après le 4 septembre 1870, devint maire de Nanterre.
Porté, aux élections complémentaires du 2 juillet 1871, dans la Seine, sur la liste modérée de l'Union parisienne de la presse et de l'Union de la presse républicaine, Morin fut élu représentant de la Seine. Il siégea à gauche, fit partie de la commission de permanence (août 1872) et réclama une indemnité pour les cultivateurs qui avaient reçu l'ordre de brûler leurs récoltes en 1870. Il prit aussi une part active aux discussions d'affaires et présenta une proposition tendant à autoriser l'extension des associations syndicales en vue de venir en aide à l'agriculture.
Élu, le 15 décembre 1875, par l'Assemblée nationale, sénateur inamovible, il se fit inscrire à la gauche républicaine, vota contre la dissolution de la Chambre demandée, le 23 juin 1877, par le ministère de Broglie, et soutint la politique des ministères républicains. Il mourut au cours de la législature.